# Gamshara
Gamshara (銃武者羅, Daredevil) est un jeu vidéo de tir à la troisième personne développé par Mitchell et édité par Capcom sur System 10 en 2003,.

## Système de jeu
Gamshara utilise un système de jeu similaire à Cabal.